# Michihiko Kano
Pour les articles homonymes, voir Kano.
Michihiko Kano (鹿野 道彦, Kano Michihiko) est un homme politique japonais membre du Parti démocrate du Japon, né le 24 janvier 1942 à Yamagata dans la préfecture de Yamagata, et mort le 21 octobre 2021. Il fut Ministre de l'Agriculture, des Forêts et de la Pêche sous le 94e et le 95e Cabinet, du 17 septembre 2010 au 4 juin 2012.